# Читтареале
Читтареале (итал. Cittareale) — коммуна в Италии, располагается в регионе Лацио, в провинции Риети.
Население составляет 474 человека (2008 г.), плотность населения составляет 8 чел./км². Занимает площадь 59 км². Почтовый индекс — 2010. Телефонный код — 0746.
Покровителем населённого пункта считается святой Рох.

## Демография
Динамика населения:

## Администрация коммуны
- Официальный сайт: